# Уфімська ТЕЦ-3
Уфімська ТЕЦ-3 — теплова електростанція у Башкортостані.
В 1951—1954 роках на майданчику станції стали до ладу сім парових котлів типу Е-230-100ГМ продуктивністю по 230 тонн пари на годину. Від них живились п'ять парових турбін:
- одна запущена в 1951-му типу Р-10-16/1,7 потужністю 10 МВт (станційний номер 1);
- три типу Р-25-90 потужністю по 25 МВт (номери 2 — 4), при цьому одну турбіну виготовив Ленінградський металічний завод, а дві — Харківський турбогенераторний завод;
- одна введена в 1954-му виробництва Уральського турбінного заводу типу ПТ-30-90/10 потужністю 30 МВт (номер 5).

З 2002 року як турбіна № 3 рахується агрегат типу Р-20-90/20 потужністю 20 МВт.
У 2014-му турбіну № 4 замінили новою виробництва Калузького турбінного заводу типу Р-28/3,3-8,8/2,1 потужністю 28 МВт. Таким чином, станом на середину 2010-х загальна електрична потужність станції складала 113 МВт.
Вже невдовзі після спорудження станції до Уфи подали природний газ по трубопроводу Туймази — Уфа, до якого у другій половині 1960-х приєднався газопровід Ішимбай – Уфа.
Видача продукції відбувається під напругою 110 кВ.